# Хреново (Ивановская область)
Хре́ново — деревня в Вичугском районе Ивановской области, расположена в 5 км от города Вичуги и в паре км от посёлка Старая Вичуга, недалеко от шоссе Иваново — Кинешма.

## История
- Согласно межевым книгам, Хреново как село Вичужской волости (с Покровской церковью) существовало уже в начале XVII века. Однако сначала это было вичугским погостом на котором стояла Церковь Покрова пресвятой Богородицы Вичугской волости (на погосте) упоминается с 1628 года. Известно даже имя одного из церковнослужителей: — попа Якова служившего здесь в 1635 году. К 1695 году возле этой кладбищенской церкви поселились люди, и образовалось самостоятельное село — Хреново, получившее свое название от речки Хреновки[2].
- Хреново в XVIII веке (в это время называлось также селом Покровским) было вотчиной Василия Корчмина, ближайшего сподвижника Петра I. В 1722 г. Василий Корчмин ходатайствовал у царя разрешение на строительство новой деревянной церкви взамен изветшавшей старой, которая в 1723 г. и была построена. А. Корчмин владел вичугскими родовыми землями (Хреново и Яснево) до 1753 г.
- 1828 — в Хреново взамен изветшавшей старой строится каменная Покровская церковь.
- 1884 — при этом храме открыта школа, которая первоначально помещалась в церковной сторожке.
- 1897 — согласно переписи, жило 64 человека (46 женщин и 18 мужчин).
- 1897 — попечителем церковно-приходской школы при Покровском храме в Хреново стал крупный вичугский фабрикант Иван Александрович Кокорев. На его деньги под здание школы было приспособлено отдельное строение, стоявшее близ сторожки, в котором могли помещаться уже свыше 60 учащихся. Но, несмотря на это, количество желающих учиться было столь велико, что решено было построить новое каменное здание, чтобы разместить в нём церковно-приходскую школу уже повышенного типа — второклассную, предназначенную для подготовки учителей школ грамоты.
- 22 мая (4 июня) 1900 г. состоялась торжественная закладка нового каменного здания.
- 1902 — ввиду того, что во всей Костромской епархии ещё не было ни одного учебного заведения, специально готовившего учителей для церковно-приходских школ, то прекрасное здание, предназначавшееся для второклассной церковно-приходской школы, было открыто в другом качестве — как единственная в епархии церковно-учительская семинария.
- 13 (26) мая 1905 — был сделан первый выпуск Хреновской церковно-учительской семинарии. Окончили курс 28 воспитанников.
- В 1907 году, по сведениям волости, в Хреново было 6 дворов и 32 жителя.
- 6 (19) июня 1911 — село Хреново посетил Тихон, епископ Костромской и Галичкий, который участвовал в освящении Воскресенского храма в Тезино.

«6 июня утром Владыка уехал в село Хреново и там посетил и обозревал церковь, благоукрашенную И. А. Кокоревым (в предшествующие 2-3 года потрачено им своих средств на благоукрашение храма около 250000 рублей), посетил Владыка и церковно-учительскую школу, здания коей устроены почти всецело на средства Ивана Александровича».
(из статьи священника Андрея Князева, 1911)
- В 1920 г. Хреновская семинария была преобразована в трёхгодичные педагогические курсы, а затем (с 1921 г.) в педагогический техникум, переименованный позже в педагогическое училище.
- В годы войны в училище размещался госпиталь.
- 1956 — педучилище было преобразовано в школу-интернат, который с 1981 г. стал специальным (коррекционным), в котором живут и учатся дети с речевой патологией.
- 1950-е — разрушены Покровская церковь и кладбище при ней, остатки колокольни приспособлены под водокачку.

## Население
| 1872 | 1897 | 2002 | 2010 | 2014 | 2015 | 2016 |
| ---- | ---- | ---- | ---- | ---- | ---- | ---- |
| 68   | ↘64  | ↗273 | ↘224 | ↗288 | ↘173 | ↘161 |
| 2018 |      |      |      |      |      |      |
| ↘158 |      |      |      |      |      |      |

## Некрополь села Хреново (1914)
Данные из Русского провинциального некрополя (1914). В советское время кладбище уничтожено. Все фамилии принадлежали к родам вичугских фабрикантов. После строительства в 1850 году Никольского единоверческого храма в Новой Гольчихе — основной некрополь вичугских фабрикантов стал формироваться там.
- Балдина Таисия Осиповна, рожд. Коновалова, † 5 июля 1851, 21 г., 9 мес. и 13 дней в супружестве была 2 г. и 5 мес.
- Коновалова Евдокия Ивановна, † 17 марта 1846, 67 л. С мужем П. К. Коноваловым.
- Коновалова Параскева Васильевна, † 8 ноября 1844, 46 л., 3 мес. 18 дней.
- Коновалов Евфимий Иванович, «почётный гражданин», † 21 августа 1843, 47 л., 7 мес. и 1 день, в супружестве жил 27 л. С женою П. В. Коноваловой.
- Коновалов Никанор Ефимович, потомств. почётный гражданин, † 5 апреля 1850.
- Коновалов Осип Петрович, 2-й гильдии купец, † 3 января 1856, 48 л. и 9 месяцев.
- Коновалов Петр Козмич, Кинешемский 2-й гильдии купец, † 22 февраля 1846, 65 л. С женою Е. И. Коноваловой.
- Коновалов Петр Никанорович, потомств. почётный гражданин, † 2 декабря 1851.
- Миндовская Параскева Осиповна, рожд. Коновалова, жена Кинешемского 2-й гильдии купеческого сына, † 30 августа 1849, на 22 г.; в супружестве была 3 г. и 9 мес. С дочерью Анфисой, р. 18 февраля 1848 † 1 января 1849. «Угасла жизнь от тяжкого недуга, как тихий солнца луч, среди цветущих лет. На век супруг и дочь лишились друга в ней».
- Раззоренова Анастасия Никитична, рожд. Ясюнинская, «из села Кохмы», † 1851. «Благодарю вас, братья, что вы и здесь не забыли меня, увековечив память сестры вашей А. Н. Раззореновой».
- Раззоренова Наталия Фаддеевна, Кинешемская 2-й гильдии купчиха, † 25 июля 1862, 69 л. С мужем А. Д. Раззореновой.
- Раззоренова Параскева Максимовна, рожд. Кормилицына, «прожившая в супружестве с Кинешемским купеческим сыном Григорием Раззореновым 6 лет, 9 месяцев, 1 день», † 5 ноября 1852, 25 л. и 22 дней. «Здесь покоится рабы Божией Параскевы прах; она теперь уж дома, а мы ещё в гостях. Молитв одних от нас она теперь усердно просит, свои же теплыя за нас Творцу Всевышнему приносит. Упокой, Боже, душу ея и дверь к святыне отвори и не отвергни рабы Твоея, вечну память сотвори».
- Раззоренова Параскева Никифорова, купеческая жена, † 30 апреля 1836. С мужем Д. А. Раззореновым.
- Раззоренов Алексей Дмитриевич, крестьянин князя Куракина, † 2 декабря 1839, 39 л. и 9 мес. «Почий с миром, доколе глас трубный не воззовет тебя к вечным радостям». С женою Н. Ф. Раззореновой.
- Раззоренов Дмитрий Андреевич, купец, † 18 мая 1850, на 74 г. С женою П. Н. Раззореновой.

## Известные выпускники учебного заведения села Хреново
Подробнее см. в статье Хреновская церковно-учительская семинария.
- Кондратьев, Николай Дмитриевич (1892—1938) — экономист.
- Сорокин, Питирим Александрович (1889—1968) — социолог.
- Климохин, Сергей Капитонович (1889—1942) — советский государственный деятель.
- Барсуков, Александр Николаевич (1891—1958) — математик, педагог.
- Аверин, Григорий Иванович (1889—1937) — священник, священномученик.
- Новиков, Александр Александрович (1900—1976) — советский военачальник, Главный маршал авиации (1944). Дважды Герой Советского Союза.
- Разорёнов, Сергей Алексеевич (1909—1991) — композитор.
- Замыслов, Анатолий Дмитриевич (1905—?) — руководитель строек энергетики в советское время.
- Смирнов, Дмитрий Матвеевич (1919—2005) — математик-алгебраист.
- Ушаков, Иван Фёдорович (1921—2002) — доктор исторических наук, «патриарх Кольского краеведения».
- Родионова Анна Григорьевна (р. 1920) — заслуженный учитель России. Почётный гражданин г. Комсомольска.
- Ефремов Виталий Павлович — почётный гражданин Вичугского района.

## Другие знаменитости села Хреново
- Корчмин Василий Дмитриевич (до 1671—1729) — генерал-майор, ближайший сподвижник Петра Великого, русский главный царский инженер, один из отцов русской артиллерии, конструктор пушек и новых видов вооружения (ракеты, огнемёты), главный царский пиротехник, исследователь и строитель новых водных путей. Василий Корчмин на территории Вичугского края владел родовой вотчиной Хреново с деревнями, имением в с. Вичуге (пожалованным ему Петром I после конфискации оного в 1718 г. у прежнего владельца, Данилы Татищева, попавшего в опалу), имением Дюдяково с деревнями (это недалеко от Золотилово). На берегах Волги под Плёсом В. Корчмин владел имением Хмельницы (в начале XX века оно было дачей Фёдора Шаляпина). Последним владельцем Хреново (до 1753 г.) из рода Корчминых был «капитан А. Корчмин».
- Коновалов Пётр Кузьмич (1781—1846) — основатель одной из первых фабрик в Вичугском крае (в начале 1800-х, официально — в 1812 г.) в Бонячках (ныне г. Вичуга). Благодаря его попечительству была построена в 1828 г. каменная Покровская церковь в Хреново, на кладбище при которой он и был похоронен (могила, к сожалению, утрачена).
- Кокорев Иван Александрович — крупнейший вичугский фабрикант, владелец фабрик "Товарищества мануфактур Герасима Разорёнова и Ивана Кокорева (в с. Тезино в с. Владычном). Он успешно развивал унаследованное от своего тестя Герасима Разорёнова (ум. в 1893 г.) фабричное дело, значительно расширил его, превратив тезинскую фабрику в крупнейший в регионе комбинат. И. Кокорев оставил о себе добрую память не только как успешный вичугский промышленник, но и как создатель величественного Воскресенского храма в Тезино (возведён в 1911 г. выдающимся русским архитектором Иваном Кузнецовым), как строитель и попечитель Хреновской церковно-учительской семинарии.
- Василевский Михаил Александрович (1866—1953) — священник, отец маршала Василевского. Был регентом в Никольской церкви в с. Новая Гольчиха, затем служил в единоверческом храме в с. Новопокровском с 1896 по 1939 г. Был уважаем и любим в народе. Уроженец с. Хреново.
- Михеев Николай Дмитриевич (1908—1987) — оперный певец (тенор), солист Московского музыкального театра им. Станиславского и Немировича-Данченко (в 1932—1971 гг.). В 1920-х годах работал учителем пения и руководителем хора в Хреновском педтехникуме.